# Ángel Ernesto Zapata Bances
Ángel Ernesto Zapata Bances OCD (* 3. August 1959 in Lima) ist ein peruanischer Ordensgeistlicher und römisch-katholischer Bischof von Chimbote.

## Leben
Ángel Ernesto Zapata Bances trat 1979 der Ordensgemeinschaft der Unbeschuhten Karmeliten bei und legte 1986 die feierliche Profess ab. Er studierte Philosophie an der Facultad de Teología Pontificia y Civil in Lima und Katholische Theologie an der Päpstlichen Fakultät Teresianum in Rom. Am 22. März 1987 empfing er das Sakrament der Priesterweihe.
Zapata Bances war zunächst als Verantwortlicher für die Berufungspastoral und Ausbilder am Kleinen Seminar San Juan de la Cruz (1986–1993) und später am Internationalen Theologischen Kolleg der Unbeschuhten Karmeliten in Rom (1994–1997) tätig. Daneben erwarb er an der Päpstlichen Fakultät Teresianum ein Lizenziat im Fach Spiritualität. 1997 kehrte Ángel Ernesto Zapata Bances in seine Heimat zurück, wo er Pfarrvikar der Pfarrei San Juan de la Cruz sowie Ausbilder und Superior der Postulanten seiner Ordensgemeinschaft in Arequipa wurde. Von 1999 bis 2005 war er Regionalvikar der Unbeschuhten Karmeliten in Peru. Zusätzlich war er Präsident der Konferenz der Ordensleute in Peru (1999–2002) und Pfarrvikar der Pfarrei San José in Lima (1999–2003). Anschließend wirkte Zapata Bances als Pfarrer der Pfarrei Santiago Apóstol in Lima. Ferner war er von 2005 bis 2007 Superior der Postulanten und von 2007 bis 2008 Superior der Niederlassung seiner Ordensgemeinschaft in Lima. 2008 wurde er abermals Regionalvikar und 2010 Kommissar der Unbeschuhten Karmeliten in Peru. Ab 2017 war Ángel Ernesto Zapata Bances erneut Superior der Karmeliten-Kommunität in Lima und ab 2018 zudem Pfarrer der Pfarrei San José.
Am 18. Mai 2022 ernannte ihn Papst Franziskus zum Bischof von Chimbote. Der Erzbischof von Huancayo, Pedro Ricardo Kardinal Barreto Jimeno SJ, spendete ihm am 16. Juli desselben Jahres in der Kathedrale Nuestra Señora del Carmen y San Pedro in Chimbote die Bischofsweihe; Mitkonsekratoren waren der Apostolische Nuntius in der Slowakei, Erzbischof Nicola Girasoli, und der emeritierte Bischof von Chimbote, Ángel Francisco Simón Piorno.